# Ashen (jeu vidéo, 2004)
Pour les articles homonymes, voir Ashen.
Ne doit pas être confondu avec Ashen (jeu vidéo, 2018).
Ashen est un jeu vidéo de tir à la première personne développé par Torus Games et édité par Nokia, sorti en 2004 sur N-Gage.

## Accueil
- Jeuxvideo.com : 14/20[1]